# Ponce
Pour les articles homonymes, voir Ponce (homonymie).

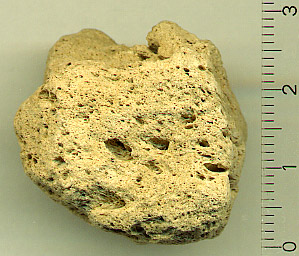
Échantillon de pierre ponce sur l'île de Lipari, îles Éoliennes, Italie.

Une ponce, ou, plus usuellement, en apposition, une pierre ponce,, est une roche volcanique très poreuse et de faible densité, fréquemment inférieure à 1, ce qui lui permet de flotter à la surface de l'eau. Les pierres ponces sont un type d'éjectas, des fragments de lave éjectés par les volcans.

## Formation
La pierre ponce est formée à des températures de l'ordre de 500 à 600 °C. La lave projetée en l'air se refroidit très vite et la chute de pression entraîne un dégazage qui forme des bulles, d'où la porosité et la faible densité de la pierre. La forme la plus avancée de la ponce est la réticulite qui forme littéralement une mousse.
La ville romaine de Pompéi est couverte de ponce de phonolite.

## Minéralogie
Elle est formée de fragments de rhyolite, de dacite ou d'andésite. Elle est considérée comme un verre volcanique car elle n'a pas de structure cristalline. Elle peut être de différentes couleurs, notamment blanche, jaunâtre, grise, brune ou rouge pâle.
Sa masse volumique moyenne est de 910 kg/m3, soit inférieure à celle de l'eau, ce qui lui permet de flotter sur l'eau.

## Production
Les principaux pays producteurs sont l'Italie et la Turquie suivis de l'Iran, de la Grèce et de la Syrie pour une production mondiale de 17 millions de tonnes.

## Utilisations
Elle est couramment utilisée dans la fabrication de béton léger dans la construction et comme abrasif, en particulier pour le polissage.

### Pour ses propriétés abrasives

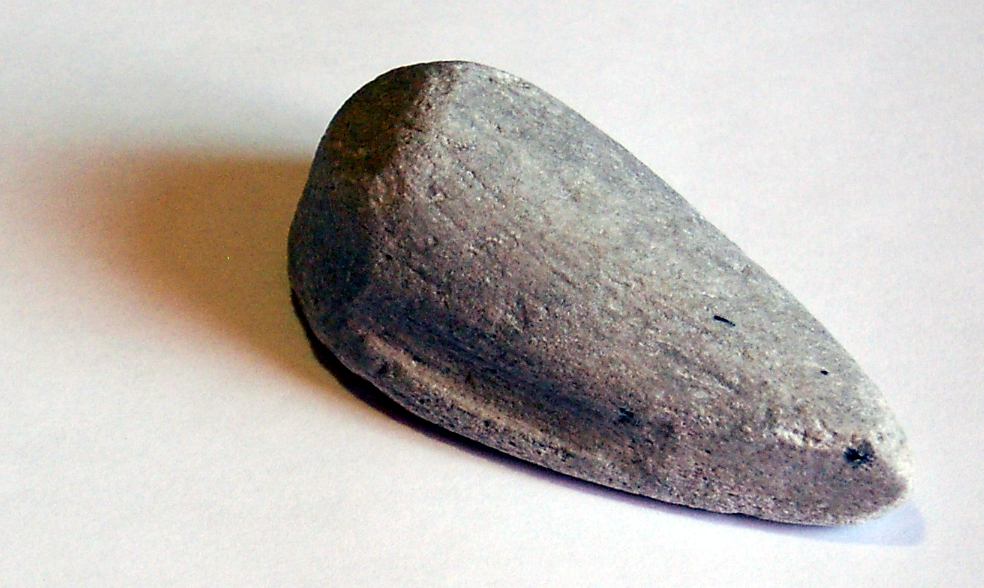
Une pierre ponce à usage domestique.

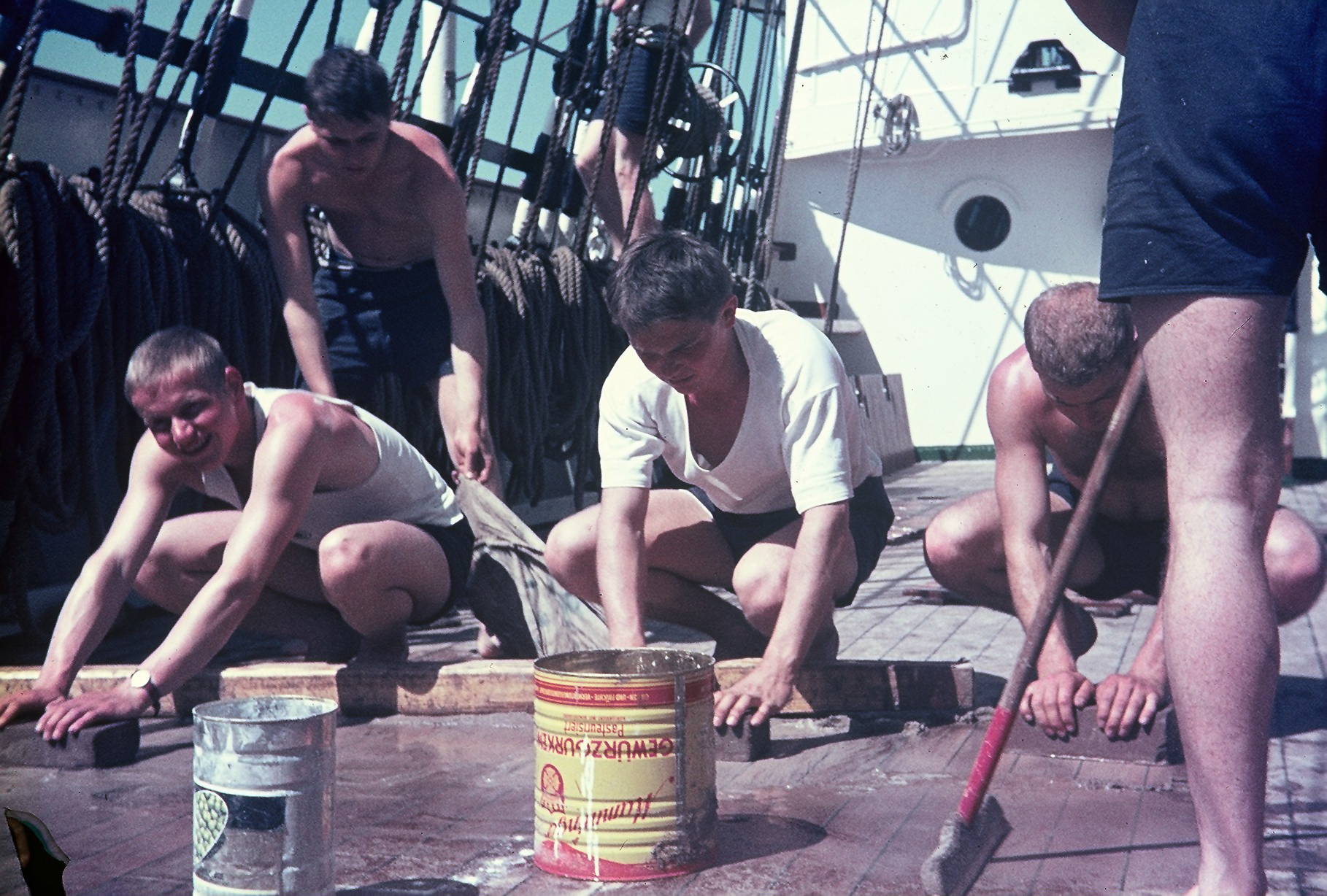
Nettoyage de pont par des cadets de marine avec du sable et de la pierre ponce sur le Gorch Fock II en 1968.

Elle est utilisée pour user et vieillir artificiellement les jeans stone washed.
Elle est aussi utilisée depuis longtemps comme exfoliant dans les hammams et les salles de bains privées pour râper les callosités des pieds et des coudes.
On trouve parfois des pierres moulées à bas prix pour cet usage.
La poudre de ponce plus ou moins fine a longtemps été utilisée pour l'entretien de la maison, jusque dans les années 1970 en France. Elle servait de poudre à récurer les éviers, par exemple, de poudre à couteaux pour polir leur lame. Elle sert toujours pour le ponçage fin des bois vernis.
Cette poudre, mélangée à du savon noir, était utilisée par les mécaniciens pour ôter le cambouis de leurs mains ; le mélange est également efficace sur l'encre de stylo ou d'imprimante.

### Pour sa porosité ou sa légèreté
En chimie, elle est utilisée comme absorbeur de l'eau environnante, ce qui permet d'isoler l'eau d'autres éléments, l'air contenu dans ses microporosités supposées régulières et parfaites amorçant l'ébullition du liquide traité.
En mélangeant de la pouzzolane, une forme de pierre ponce finement broyée, avec de la chaux, on obtient un béton léger, lisse et plâtreux. Cette préparation était déjà utilisée dans l'Antiquité par les Romains.

### Bonsaïs
La pierre ponce trouve également sa place chez les amateurs de bonsaïs. En effet, sa capacité d'absorption importante lui permet de stocker l'eau et l'engrais nécessaires à la bonne santé des bonsaïs. Elle est de plus en plus utilisée au détriment de l'akadama du fait de ses résultats remarquables.